# HD 91312
HD 91312 är en trippelstjärna belägen i den mellersta delen av stjärnbilden Stora björnen. Den har en kombinerad skenbar magnitud av ca 4,72 och är svagt synlig för blotta ögat där ljusföroreningar ej förekommer. Baserat på parallax enligt Gaia Data Release 2 på ca 29,8 mas, beräknas den befinna sig på ett avstånd på ca 109 ljusår (ca 34 parsek) från solen. Den rör sig bort från solen med en heliocentrisk radialhastighet på ca 9 km/s.

## Egenskaper
Primärstjärnan HD 91312 A är en vit till blå stjärna i huvudserien av spektralklass A7 IV-V, Den har en massa som är ca 1,8 solmassor, en radie som är ca 2 solradier och har ca 12 gånger solens utstrålning av energi från dess fotosfär vid en effektiv temperatur av ca 7 600 K.
HD 91312 identifierades som en visuell dubbelstjärna av John Herschel 1831. Paret har en vinkelseparation av 23 bågsekunder, motsvarande en linjär projicerad separation av ca 796 AE. De har en omloppsperiod av 292,56 dygn i en bana med en excentricitet av 0,30. Variationer i radiell hastighet tyder på att det finns en närmare följeslagare längre bort än 4,7 AE från det primärstjärnan. HD 91312 är en ung konstellation och är ovanligt ljus för dess ålder på ca 200 miljoner år. Den har ett överskott av infraröd strålning från en omgivande cirkelformad stoftskiva, som har en medeltemperatur på 35 K och kretsar på ett avstånd av 218,1 AE från det inre paret.